# La Ocotalera
La Ocotalera är en ort i Mexiko.   Den ligger i kommunen Tenancingo och delstaten Mexiko, i den sydöstra delen av landet, 70 km sydväst om huvudstaden Mexico City. La Ocotalera ligger 2 074 meter över havet och antalet invånare är 415.
Terrängen runt La Ocotalera är lite bergig. Runt La Ocotalera är det tätbefolkat, med 550 invånare per kvadratkilometer. Närmaste större samhälle är Tenango de Arista, 14,9 km norr om La Ocotalera. Omgivningarna runt La Ocotalera är en mosaik av jordbruksmark och naturlig växtlighet.